# Tribalistas
Tribalistas — бразильская супергруппа, состоящая из Арналдо Антунеса (Titãs), Марисы Монте и Карлиньоса Брауна (Timbalada). Их дебютное сотрудничество привело к появлению популярного альбома Tribalistas, выпущенного в Бразилии в конце 2002 года компанией EMI, а на международных территориях — в 2003 году. Альбом приобрел значительную популярность, несмотря на то, что группа никогда не исполняла ни одной песни на телевидении и не давала никаких радиоинтервью.
DVD-релиз с записью «making of» и всеми треками альбома также был выпущен на международном уровне. Песня «Já Sei Namorar» была использована в видеоиграх FIFA Football 2004 и FIFA 23, а песня «Velha Infancia» была использована в качестве саундтрека к бразильской мыльной опере Женщины в любви.
В мае 2013 года было объявлено, что три участника выпустят песню под названием «Joga Arroz», чтобы выразить свою поддержку однополым бракам, хотя это и не было названо возрождением группы.
В апреле 2017 года колонка газеты O Globo объявила, что трио воссоединилось в предыдущем месяце, чтобы сочинить новые песни. В августе того же года группа официально объявила о своем воссоединении и выпустила новый альбом.

## Дискография
Смотри статью «Дискография Tribalistas» в англ. разделе.
Студийные альбомы
- Tribalistas (2002)
- Tribalistas (2017)